# Conchy-les-Pots
 Conchy-les-Pots  es una población y comuna francesa, en la región de Alta Francia, departamento de Oise, en el distrito de Compiègne y cantón de Estrées-Saint-Denis.
Forma parte de la Communaté de communes du Pays des Sources.
La comuna comprende tradicionalmente dos partes, Conchy-les-Pots y la parroquia de Saint-Nicaise, que se unieron en 1793. Aunque ambos núcleos se juntaron hasta mezclarse, ya que desde un principio las edificaciones que se habían construido en la antigua carretera de Flandes comunicaban ambas partes, los habitantes de Saint-Nicaise protestaron contra la unión, y las dos pequeñas poblaciones conservaron sus propias iglesias, cementerios y escuelas.
Antes de la reforma administrativa de 2016, pertenecía al cantón de Ressons-sur-Matz en la región de Picardía.

## Demografía
| 486 | 470 | 434 | 404 | 462 | 522 |
| Para los censos de 1962 a 1999 la población legal corresponde a la población sin duplicidades (Fuente: INSEE [Consultar]) |     |     |     |     |     |